# Gerontologia
Gerontologia (do grego gero = envelhecimento + logia = estudo), segundo Elie Metchnikoff em 1903, é a ciência que estuda o processo de envelhecimento em suas dimensões biológica, psicológica e social.
De acordo com Anita Liberalesso Neri, a Gerontologia trata-se de um “campo multi e interdisciplinar que visa à descrição e à explicação das mudanças típicas do processo de envelhecimento e de seus determinantes genético-biológicos, psicológicos e socioculturais”.
A Gerontologia é o campo de estudos que investiga as experiências de velhice e envelhecimento em diferentes contextos socioculturais e históricos, abrangendo aspectos do envelhecimento normal e patológico. Investiga o potencial de desenvolvimento humano associado ao curso de vida e ao processo de envelhecimento. Caracteriza-se como um campo de estudos multidisciplinar, recebendo contribuições metodológicas e conceituais da biologia, psicologia, ciências sociais e de disciplinas como a biodemografia, neuropsicologia, história, filosofia, direito, enfermagem, psicologia educacional, psicologia clínica e medicina.
Para G. E. Alkema e D. E. Alley (2006) a Gerontologia estuda os processos associados à idade, ao envelhecimento e à velhice, sendo uma área de convergência entre a biologia, sociologia e a psicologia do envelhecimento. O envelhecimento, nesse sentido, representa a dinâmica de passagem do tempo e a velhice inclui como a sociedade define as pessoas idosas. A biologia do envelhecimento estuda o impacto da passagem do tempo nos processos fisiológicos ao longo do curso de vida e na velhice. A psicologia do envelhecimento, por sua vez, se concentra nos aspectos cognitivos, afetivos e emocionais relacionados à idade e ao envelhecimento, com ênfase no processo de desenvolvimento humano. A sociologia baseia-se em períodos específicos do ciclo de vida e concentra-se nas circunstâncias sócio-culturais que afetam o envelhecimento e as pessoas idosas.
Seria Celeste Soares de Miranda com a colaboração do seu marido, Herberto Manuel de Miranda, que fundaria a revista "Gerontologia" numa acção da Universidade Internacional da Terceira Idade (U.I.T.I]), em Lisboa, igualmente criada por si.

## Evolução
O estudo da velhice e dos fatores associados ao envelhecimento cresce de forma sem precedentes após a Segunda Guerra Mundial, com o aumento das populações idosas e com o envelhecimento de pesquisadores que se interessavam em investigar as fases iniciais do curso de vida. No entanto, a velhice já era objeto de reflexão por filósofos e sociedades da idade antiga. Cícero (106-42 antes de Cristo), cidadão e filósofo grego, no manuscrito Cato Maior De Senectude, levanta inúmeros dilemas sobre a velhice, abordando os estereótipos e a heterogeneidade dos anciãos em relação ao convívio social, a manutenção da capacidade física e mental. Para o filósofo, já idoso, a disciplina e as atitudes diante da vida eram conceitos importantes para se envelhecer bem. A velhice, nesse contexto, não remetia necessariamente a um quadro de decrepitude e senilidade. Mesmo com a redução das habilidades físicas e mentais ainda era possível se adaptar, continuar socialmente engajado e participar de contextos de aprendizagem (Birren e Schroots, 2001).
Ao longo da Idade Média e da Idade Moderna a velhice é tratada por estudiosos que se propunham a descrever os processos associados à patologia, à anatomia e à fisiologia do organismo dos adultos idosos. O conhecimento acumulado nesse período reuniu suposições que embasaram pesquisas e estudos posteriores. A diminuição da eficiência dos processos fisiológicos, aliada à diminuição da capacidade de enfrentar estressores, foi amplamente descrita.
A teoria de Charles Darwin (1801-1882) sobre a evolução das espécies impactou o desenvolvimento de ciências como a biologia e a psicologia do desenvolvimento. Os princípios da teoria de Darwin compreendiam: progressividade da evolução das espécies, seletividade, criatividade, continuidade das mudanças e multidirecionalidade. Com base nesses princípios, psicólogos como Gesell, Bühler, Freud, Jung e Piaget desenvolveram teorias que organizavam o desenvolvimento humano em estágios, nas quais a velhice não estava incluída. Essas teorias se fundavam nas seguintes premissas:
1. sequencialidade das transformações;
2. unidirecionalidade;
3. orientação à meta;
4. irreversibilidade;
5. característica estrutural-qualitativa das transformações;
6. unidirecionalidade dos processos de mudança.

Ao longo do século XX, o estudo de temas relacionados ao curso de vida, desenvolvimento e inteligência evoluiu de forma contínua e gradual. A partir de 1950, a teoria de ciclos de vida proposta por Erik Erikson forneceu as bases para teorias que versavam sobre o desenvolvimento ao longo do curso de vida (life-span). Dedicava-se a estudar a meia-idade e a velhice, com ênfase nas boas condições associadas a essas etapas e ao potencial de desenvolvimento inerente ao final da vida. Paralelamente, as ciências sociais e psicológicas passam a considerar que o desenvolvimento é influenciado por trajetórias evolutivas socialmente construídas.
O modelo deficitário de desenvolvimento mental na vida adulta e velhice, que versava sobre a aparente “involução” das capacidades intelectuais em adultos de meia-idade e idosos (período da 1.ª Guerra Mundial), passa a ser substituído por teorias que consideram as mudanças sócio-históricas e as influências culturais sobre o desenvolvimento. Muitos dados importantes foram gerados pelo estudo longitudinal conduzido por K.W. Schaie a partir de 1955, em Seattle – Estados Unidos. Schaie e colaboradores observaram que adultos e idosos expostos a condições sociais e educacionais favoráveis em fases anteriores da vida apresentavam melhor desempenho intelectual ao longo do curso de vida.
Nas décadas de 1980 e 1990, com o avanço da Gerontologia e dos estudos, novas linhas de investigação foram conduzidas. A Gerontologia passa a se interessar por temas como: plasticidade (capacidade de mudança em face da experiência e uso); adaptação, seleção e otimização de recursos e habilidades (referenciados pela teoria de Paul Baltes e Margret Baltes); sabedoria; dependência aprendida (referenciada em Margret Baltes); seletividade emocional (Laura Carstensen); hormesis (estressores de pouco impacto que beneficiam o organismo e o preparam a enfrentar estressores de maior impacto); e modelos teóricos para mensurar a velhice bem-sucedida (referenciados pela pesquisa conduzida por Rowe e Kahn) e a velhice acompanhada por incapacidades e fragilidade (como Linda Fried e colaboradores).

## Desafios
O aumento da expectativa de vida ou a esperança de vida ao nascer, a diminuição da natalidade e o acelerado processo de envelhecimento da população brasileira têm preocupado cada vez mais cientistas, intelectuais e formuladores de políticas públicas. Estima-se que em 2050 um quarto da população mundial será composta por idosos, o que equivalerá a 2 bilhões de habitantes. Ao contrário dos países desenvolvidos, o aumento da população idosa nos países em desenvolvimento como o Brasil é acompanhado por necessidades sociais e de saúde como: analfabetismo, pobreza, elevada projeção de doenças crônicas, pouco acesso aos serviços sociais e de saúde, número insuficiente de programas para a população idosa, e ausência de políticas voltadas para a prevenção e promoção de saúde que considere o curso de vida.
O desafio da Gerontologia como um campo de estudos e de atuação profissional concentra-se em garantir que a velhice e o processo de envelhecimento sejam processos orientados e bem-assistidos. Torna-se imprescindível que o aumento da expectativa de vida seja acompanhado por ganhos na qualidade de vida, satisfação e bem-estar.

## Especialização no Brasil
A formação da Gerontologia brasileira contou com o desenvolvimento e o progresso da SBGG – Sociedade Brasileira de Geriatria e Gerontologia. Fundada em 1961, a SBGG e suas atividades científicas impulsionaram o interesse de pesquisadores e profissionais em estudar a velhice e o envelhecimento no Brasil. A Gerontologia se insere formalmente na sociedade no ano de 1968, reunindo especialistas provenientes de diferentes cenários de atuação.
Atualmente, a SBGG reúne aproximadamente 2.500 associados e possui representatividade em grande parte do território brasileiro. A entidade é responsável pela titulação de especialistas em Gerontologia provenientes de diversas áreas do conhecimento e intervenção profissional.
O curso de bacharelado em Gerontologia da Escola de Artes, Ciências e Humanidades da Universidade de São Paulo (EACH/ USP) foi a primeira iniciativa acadêmica no âmbito da graduação e teve início no ano de 2005. Criado no contexto das políticas de expansão de vagas do ensino público do Estado de São Paulo, o curso de Gerontologia se inseriu no âmbito dos dez cursos oferecidos pela EACH, unidade inaugurada em 2005, que objetivou ampliar o acesso da população da zona leste da cidade de São Paulo à USP.
Uma das características dessa nova unidade de ensino refere-se ao seu projeto pedagógico interdisciplinar, valorizando a participação de diferentes áreas do saber nas temáticas específicas dos cursos oferecidos pela EACH.
O bacharelado em Gerontologia também é oferecido em outra universidade pública no Estado de São Paulo, a Universidade Federal de São Carlos (UFSCAR),  iniciado em 2008. Como iniciativas recentes, o objetivo dos cursos de graduação em Gerontologia é formar um profissional generalista, com uma visão interdisciplinar e integrada, capaz de compreender o envelhecimento humano e seus determinantes biológicos, psicológicos e sociais, pautando-se em preceitos éticos e científicos.
O conhecimento adquirido durante a graduação fornece a esse profissional as ferramentas para compreender a atenção integral ao idoso. Esse profissional deverá ser capacitado a compreender, criar, gerir, desenvolver e avaliar formas de apoio ao idoso e seus cuidadores familiares e profissionais, em contextos multiprofissionais e interdisciplinares na perspectiva da gestão da atenção. O egresso realiza a gestão da atenção ao envelhecimento e à velhice, de seus impactos e demandas nas diversas áreas relacionadas. O profissional pode integrar uma equipe multiprofissional, realizando a avaliação ampla do idoso e de seu contexto social, planejando e implementando ações que visem a qualidade de vida da pessoa idosa, em equipamentos da área da saúde e da área social. Poderá atuar na gestão organizacional e na gestão de casos em instituições que prestam serviços à população idosa.
Ainda, este profissional estará apto a desenvolver políticas públicas, serviços e programas educativos voltados à pessoa idosa. O bacharel em gerontologia está qualificado a optar pela carreira acadêmica, ingressando em programas de pós-graduação cuja temática se articule com os eixos biológico, psicológico, social e de gestão presentes em sua formação. Inserido em programas socioeducativos, o gerontólogo atua na ampliação de conhecimentos sobre o envelhecimento para crianças, adolescentes, adultos e idosos. No contexto dos programas sociais e de saúde atua na promoção da qualidade de vida das pessoas idosas.